# 브리튼인의 신화적 왕
| 영지                                                                  | 영지                                                     | 영지                                                     | 영지                                                     | 동시대인                                                               | 동시대인                                | 라야먼의 연대기의 이름       |
| 잉글랜드                                                              | 스코틀랜드                                               | 웨일스                                                   | 콘월                                                     | 기타 문헌                                                              | 성경                                    | 라야먼의 연대기의 이름       |
| --------------------------------------------------------------------- | -------------------------------------------------------- | -------------------------------------------------------- | -------------------------------------------------------- | ---------------------------------------------------------------------- | --------------------------------------- | ---------------------------- |
| 브루투스 1세 (24년 재위)                                              | 브루투스 1세 (24년 재위)                                 | 브루투스 1세 (24년 재위)                                 | 코리네우스                                               | 아이네아스 실비우스 (기원전 1112년–기원전 1081년)                      | 엘리 (기원전 12세기)                    | =                            |
| 로크리누스 (10년 재위)                                                | 알바나크투스                                             | 캄베르                                                   | 구엔돌로에나                                             |                                                                        |                                         | =                            |
| 구엔돌로에나 (15년 재위)                                              | 구엔돌로에나 (15년 재위)                                 | 구엔돌로에나 (15년 재위)                                 | 구엔돌로에나 (15년 재위)                                 |                                                                        |                                         | =                            |
| 마단 (40년 재위)                                                      | 마단 (40년 재위)                                         | 마단 (40년 재위)                                         | 구엔돌로에나                                             | 호메로스                                                               | 사무엘                                  | 마단                         |
| 멤프리키우스 (20년 재위)                                              | 멤프리키우스 (20년 재위)                                 | 멤프리키우스 (20년 재위)                                 | 멤프리키우스 (20년 재위)                                 | 에우리스테우스                                                         | 사울 (재위 기원전 1049년-기원전 1010년) | 멤브리즈                     |
| 에브라우쿠스 (40-60년 재위)                                           | 에브라우쿠스 (40-60년 재위)                              | 에브라우쿠스 (40-60년 재위)                              | 에브라우쿠스 (40-60년 재위)                              |                                                                        | 다윗 (재위 기원전 1010년-기원전 970년)  | 에브라우크                   |
| 브루투스 비리데스쿠툼 (12년 재위)                                     | 브루투스 비리데스쿠툼 (12년 재위)                        | 브루투스 비리데스쿠툼 (12년 재위)                        | 브루투스 비리데스쿠툼 (12년 재위)                        |                                                                        |                                         | 녹색방패왕 브루투스          |
| 레일 (25년 재위)                                                      | 레일 (25년 재위)                                         | 레일 (25년 재위)                                         | 레일 (25년 재위)                                         |                                                                        | 솔로몬 (재위 기원전 971년-기원전 931년) | 레일                         |
| 루드 후드 후디브라스 (39년 재위)                                      | 루드 후드 후디브라스 (39년 재위)                         | 루드 후드 후디브라스 (39년 재위)                         | 루드 후드 후디브라스 (39년 재위)                         |                                                                        | 하가이, 아모스, 요엘, 아자리아          | 루후디브라스                 |
| 블라두드 (20년 재위)                                                  | 블라두드 (20년 재위)                                     | 블라두드 (20년 재위)                                     | 블라두드 (20년 재위)                                     |                                                                        | 엘리야 (기원전 9세기)                   | 블라두드                     |
| 레이르 (60년 재위)                                                    | 레이르 (60년 재위)                                       | 레이르 (60년 재위)                                       | 레이르 (60년 재위)                                       |                                                                        |                                         | 레이르                       |
| 코르델리아 (5년 재위)                                                 | 코르델리아 (5년 재위)                                    | 코르델리아 (5년 재위)                                    | 코르델리아 (5년 재위)                                    |                                                                        |                                         | 코르도일레                   |
| 마르가누스 1세(북부)와 쿠네다기우스(남부) 공동재위 (2년)              | 마르가누스 1세(북부)와 쿠네다기우스(남부) 공동재위 (2년) | 마르가누스 1세(북부)와 쿠네다기우스(남부) 공동재위 (2년) | 마르가누스 1세(북부)와 쿠네다기우스(남부) 공동재위 (2년) |                                                                        |                                         | 모르간과 쿠니다기우스        |
| 쿠네다기우스 (33년 재위)                                              | 쿠네다기우스 (33년 재위)                                 | 쿠네다기우스 (33년 재위)                                 | 쿠네다기우스 (33년 재위)                                 | 로물루스 (기원전 8세기)                                                | 이사야, 호세아                          | 쿠니다기우스                 |
| 리발로                                                                | 리발로                                                   | 리발로                                                   | 리발로                                                   |                                                                        |                                         | 리왈드                       |
| 구르구스티우스                                                        | 구르구스티우스                                           | 구르구스티우스                                           | 구르구스티우스                                           |                                                                        |                                         | 구르구스티우스               |
| 시실리우스 1세                                                        | 시실리우스 1세                                           | 시실리우스 1세                                           | 시실리우스 1세                                           |                                                                        |                                         | 실비우스                     |
| 야고                                                                  | 야고                                                     | 야고                                                     | 야고                                                     |                                                                        |                                         | 라고                         |
| 키마르쿠스                                                            | 키마르쿠스                                               | 키마르쿠스                                               | 키마르쿠스                                               |                                                                        |                                         | 마크                         |
| 고르보두크                                                            | 고르보두크                                               | 고르보두크                                               | 고르보두크                                               |                                                                        |                                         | 고르보디아고                 |
| 페르렉스와 포르렉스 사이에 내전                                       | 페르렉스와 포르렉스 사이에 내전                          | 페르렉스와 포르렉스 사이에 내전                          | 페르렉스와 포르렉스 사이에 내전                          |                                                                        |                                         | 페레우스와 포레우스          |
| 내전기. 이름 모를 다섯 왕이 난립                                      |                                                          |                                                          |                                                          |                                                                        |                                         |                              |
| 핀네르                                                                | 스타테리우스                                             | 루다우쿠스                                               | 클로텐                                                   |                                                                        |                                         |                              |
| 핀네르                                                                | 스타테리우스                                             | 루다우쿠스                                               | 둔발로 몰무티우스                                        |                                                                        |                                         |                              |
| 둔발로 몰무티우스 (40년 재위)                                         | 둔발로 몰무티우스 (40년 재위)                            | 둔발로 몰무티우스 (40년 재위)                            | 둔발로 몰무티우스 (40년 재위)                            |                                                                        |                                         | 돈왈로 몰리네우스            |
| 브렌니우스(북부)와 벨리누스(남부) 공동재위                            | 브렌니우스(북부)와 벨리누스(남부) 공동재위               | 브렌니우스(북부)와 벨리누스(남부) 공동재위               | 브렌니우스(북부)와 벨리누스(남부) 공동재위               | 갈리아인의 로마 약탈 (기원전 387년)                                    |                                         | 브렌네스와 벨린              |
| 벨리누스                                                              | 벨리누스                                                 | 벨리누스                                                 | 벨리누스                                                 |                                                                        |                                         | 벨린                         |
| 구르구이트 바르브트루크                                               | 구르구이트 바르브트루크                                  | 구르구이트 바르브트루크                                  | 구르구이트 바르브트루크                                  | 파르홀론                                                               |                                         | 구르구인트                   |
| 구이델린                                                              | 구이델린                                                 | 구이델린                                                 | 구이델린                                                 |                                                                        |                                         | 군첼린                       |
| 마르키아 (섭정)                                                       |                                                          |                                                          |                                                          |                                                                        |                                         |                              |
| 시실리우스 2세                                                        | 시실리우스 2세                                           | 시실리우스 2세                                           | 시실리우스 2세                                           |                                                                        |                                         | 실리우스                     |
| 키나리우스                                                            | 키나리우스                                               | 키나리우스                                               | 키나리우스                                               |                                                                        |                                         | 루마루스                     |
| 다니우스                                                              | 다니우스                                                 | 다니우스                                                 | 다니우스                                                 |                                                                        |                                         | 다무스                       |
| 모르비두스                                                            | 모르비두스                                               | 모르비두스                                               | 모르비두스                                               |                                                                        |                                         | 모르비두스 (ㅂ이 v가 아닌 b) |
| 고르보니아누스                                                        | 고르보니아누스                                           | 고르보니아누스                                           | 고르보니아누스                                           |                                                                        |                                         | 고르보니안                   |
| 아르크갈로                                                            | 아르크갈로                                               | 아르크갈로                                               | 아르크갈로                                               |                                                                        |                                         | 아르갈                       |
| 엘리두루스 (5년 재위)                                                 | 엘리두루스 (5년 재위)                                    | 엘리두루스 (5년 재위)                                    | 엘리두루스 (5년 재위)                                    |                                                                        |                                         | 엘리두르                     |
| 아르크갈로 (복위) (10년 재위)                                         | 아르크갈로 (복위) (10년 재위)                            | 아르크갈로 (복위) (10년 재위)                            | 아르크갈로 (복위) (10년 재위)                            |                                                                        |                                         | 아르갈                       |
| 엘리두루스 (복위)                                                     | 엘리두루스 (복위)                                        | 엘리두루스 (복위)                                        | 엘리두루스 (복위)                                        |                                                                        |                                         | 엘리두르                     |
| 페레두루스(북부)와 잉게니우스(남부) 공동재위 (7년)                    | 페레두루스(북부)와 잉게니우스(남부) 공동재위 (7년)       | 페레두루스(북부)와 잉게니우스(남부) 공동재위 (7년)       | 페레두루스(북부)와 잉게니우스(남부) 공동재위 (7년)       |                                                                        |                                         | 페레두르와 유게네스          |
| 페레두루스                                                            | 페레두루스                                               | 페레두루스                                               | 페레두루스                                               |                                                                        |                                         | 페레두르                     |
| 엘리두루스 (복위)                                                     | 엘리두루스 (복위)                                        | 엘리두루스 (복위)                                        | 엘리두루스 (복위)                                        |                                                                        |                                         | 엘리두르                     |
| 고르보니아누스의 아들                                                 | 고르보니아누스의 아들                                    | 고르보니아누스의 아들                                    | 고르보니아누스의 아들                                    |                                                                        |                                         | 라도르                       |
| 마르가누스 2세                                                        | 마르가누스 2세                                           | 마르가누스 2세                                           | 마르가누스 2세                                           |                                                                        |                                         | 모르간                       |
| 엔니아우누스                                                          | 엔니아우누스                                             | 엔니아우누스                                             | 엔니아우누스                                             |                                                                        |                                         | 앤마우누스                   |
| 이드발로                                                              | 이드발로                                                 | 이드발로                                                 | 이드발로                                                 |                                                                        |                                         | 이왈로                       |
| 루노                                                                  | 루노                                                     | 루노                                                     | 루노                                                     |                                                                        |                                         | 리메                         |
| 게렌누스                                                              | 게렌누스                                                 | 게렌누스                                                 | 게렌누스                                                 |                                                                        |                                         | 고론케스                     |
| 카텔루스                                                              | 카텔루스                                                 | 카텔루스                                                 | 카텔루스                                                 |                                                                        |                                         | 카툴루스                     |
| 밀루스                                                                | 밀루스                                                   | 밀루스                                                   | 밀루스                                                   |                                                                        |                                         | 콜리우스                     |
| 포르렉스 2세                                                          | 포르렉스 2세                                             | 포르렉스 2세                                             | 포르렉스 2세                                             |                                                                        |                                         | 포렉스                       |
| 케린                                                                  | 케린                                                     | 케린                                                     | 케린                                                     |                                                                        |                                         | =                            |
| 풀게니우스                                                            | 풀게니우스                                               | 풀게니우스                                               | 풀게니우스                                               |                                                                        |                                         | 풀게니우스                   |
| 에다두스                                                              | 에다두스                                                 | 에다두스                                                 | 에다두스                                                 |                                                                        |                                         | 알두스                       |
| 안드라기우스                                                          | 안드라기우스                                             | 안드라기우스                                             | 안드라기우스                                             |                                                                        |                                         | 안드로구스                   |
| 우리아누스                                                            | 우리아누스                                               | 우리아누스                                               | 우리아누스                                               |                                                                        |                                         | 우리안                       |
| 엘리우드                                                              | 엘리우드                                                 | 엘리우드                                                 | 엘리우드                                                 |                                                                        |                                         | =                            |
| 클레다우쿠스                                                          | 클레다우쿠스                                             | 클레다우쿠스                                             | 클레다우쿠스                                             |                                                                        |                                         | 클레두스                     |
| 클로테누스                                                            | 클로테누스                                               | 클로테누스                                               | 클로테누스                                               |                                                                        |                                         | 도텐                         |
| 구르긴티우스                                                          | 구르긴티우스                                             | 구르긴티우스                                             | 구르긴티우스                                             |                                                                        |                                         | 구르구이리키우스             |
| 메리아누스                                                            | 메리아누스                                               | 메리아누스                                               | 메리아누스                                               |                                                                        |                                         | 메리안                       |
| 블레두도                                                              |                                                          |                                                          |                                                          |                                                                        |                                         |                              |
| 카프                                                                  | 카프                                                     | 카프                                                     | 카프                                                     |                                                                        |                                         | 카프                         |
| 오에누스                                                              | 오에누스                                                 | 오에누스                                                 | 오에누스                                                 |                                                                        |                                         | 오에인                       |
| 시실리우스 3세                                                        | 시실리우스 3세                                           | 시실리우스 3세                                           | 시실리우스 3세                                           |                                                                        |                                         | 실리우스                     |
| 벨드가브레드                                                          | 벨드가브레드                                             | 벨드가브레드                                             | 벨드가브레드                                             |                                                                        |                                         | 블라드가브레스트             |
| 아르크마일                                                            | 아르크마일                                               | 아르크마일                                               | 아르크마일                                               |                                                                        |                                         | 아르키나우스                 |
| 엘돌                                                                  | 엘돌                                                     | 엘돌                                                     | 엘돌                                                     |                                                                        |                                         | 앨돌프                       |
| 레돈                                                                  | 레돈                                                     | 레돈                                                     | 레돈                                                     |                                                                        |                                         | 레디온                       |
| 레데키우스                                                            | 레데키우스                                               | 레데키우스                                               | 레데키우스                                               |                                                                        |                                         | 레대르트                     |
| 사무일 페네실                                                         | 사무일 페네실                                            | 사무일 페네실                                            | 사무일 페네실                                            |                                                                        |                                         | 파물페니켈                   |
| 피르                                                                  | 피르                                                     | 피르                                                     | 피르                                                     |                                                                        |                                         | 피르                         |
| 카포이르                                                              | 카포이르                                                 | 카포이르                                                 | 카포이르                                                 |                                                                        |                                         | 카포르                       |
| 디구엘리우스                                                          | 디구엘리우스                                             | 디구엘리우스                                             | 디구엘리우스                                             |                                                                        |                                         | 엘리길레                     |
| 헬리 (40년 재위)                                                      | 헬리 (40년 재위)                                         | 헬리 (40년 재위)                                         | 헬리 (40년 재위)                                         |                                                                        |                                         | 헬리                         |
| 루드                                                                  | 루드                                                     | 루드                                                     | 루드                                                     |                                                                        |                                         | 루드                         |
| 카시벨라우누스                                                        | 카시벨라우누스                                           | 카시벨라우누스                                           | 카시벨라우누스                                           | 율리우스 카이사르의 브리타니아 침공 (기원전 55년-기원전 54년)          |                                         | 카시벨라우네                 |
| 텐반티우스                                                            | 텐반티우스                                               | 텐반티우스                                               | 텐반티우스                                               |                                                                        |                                         | 텐난키우스                   |
| 킴벨리누스                                                            | 킴벨리누스                                               | 킴벨리누스                                               | 킴벨리누스                                               | 아우구스투스 (기원전 30년-기원후 14년)                                 | 예수 (기원전 3년-기원후 33년)           | 킨벨린                       |
| 구이데리우스                                                          | 구이데리우스                                             | 구이데리우스                                             | 구이데리우스                                             | 클라우디우스의 브리타니아 정복 (기원후 43년)                           |                                         | 위데르                       |
| 아르비라르구스                                                        | 아르비라르구스                                           | 아르비라르구스                                           | 아르비라르구스                                           | 클라우디우스, 베스파시아누스                                           | 마가, 바울                              |                              |
| 마리우스                                                              |                                                          |                                                          |                                                          |                                                                        |                                         |                              |
| 코일루스                                                              |                                                          |                                                          |                                                          |                                                                        |                                         |                              |
| 루키우스 (기원후 156년 몰)                                            | 루키우스 (기원후 156년 몰)                               | 루키우스 (기원후 156년 몰)                               | 루키우스 (기원후 156년 몰)                               | 교황 엘레우테리오 (기원후 174년-189년)                                 |                                         |                              |
| 공위기. 세베루스와 술게니우스 사이에 전쟁.                            | 공위기. 세베루스와 술게니우스 사이에 전쟁.               | 공위기. 세베루스와 술게니우스 사이에 전쟁.               | 공위기. 세베루스와 술게니우스 사이에 전쟁.               | 셉티미우스 세베루스 (로마 황제 재위 193년-211년)                       |                                         |                              |
| 게타 (로마 황제 재위 209년-211년)                                     |                                                          |                                                          |                                                          |                                                                        |                                         |                              |
| 바시아누스 (로마 황제 재위 211년-217년)                               |                                                          |                                                          |                                                          |                                                                        |                                         |                              |
| 카라우시우스                                                          | 카라우시우스                                             | 카라우시우스                                             | 카라우시우스                                             | 카라우시우스의 난 (289년-296년)                                        |                                         |                              |
| 알렉투스                                                              | 알렉투스                                                 | 알렉투스                                                 | 알렉투스                                                 | 293년 알렉투스가 카라우시우스를 암살                                   |                                         |                              |
| 아스클레피오도투스 (10년 재위)                                        | 아스클레피오도투스 (10년 재위)                           | 아스클레피오도투스 (10년 재위)                           | 아스클레피오도투스 (10년 재위)                           | 296년 아스클레피오도투스와 콘스탄티우스 클로루스가 브리타니아를 재정복 |                                         |                              |
| 콜레                                                                  |                                                          |                                                          |                                                          |                                                                        |                                         |                              |
| 콘스탄티우스 클로루스 (로마 황제 재위 293년-306년)                    |                                                          |                                                          |                                                          |                                                                        |                                         |                              |
| 콘스탄티누스 1세 (로마 황제 재위 306년-337년)                         |                                                          |                                                          |                                                          |                                                                        |                                         |                              |
| 옥타비우스                                                            |                                                          |                                                          |                                                          |                                                                        |                                         |                              |
| 트라헤른                                                              |                                                          |                                                          |                                                          |                                                                        |                                         |                              |
| 옥타비우스 (복위)                                                     |                                                          |                                                          |                                                          |                                                                        |                                         |                              |
| 막시미아누스                                                          | 막시미아누스                                             | 막시미아누스                                             | 카라도쿠스, 디오노투스                                   | 마그누스 막시무스 (로마 황제 재위 383년-388년)                         |                                         |                              |
| 그라키아누스 무니켑스                                                 |                                                          |                                                          |                                                          |                                                                        |                                         |                              |
| 공위기. 로마 제국의 브리타니아 지배 종료                              |                                                          |                                                          |                                                          |                                                                        |                                         |                              |
| 콘스탄티누스 2세 (로마 황제로서는 콘스탄티누스 3세, 재위 407년-411년) |                                                          |                                                          |                                                          |                                                                        |                                         |                              |
| 콘스탄스 2세 (로마 황제 재위 409년-411년)                             |                                                          |                                                          |                                                          |                                                                        |                                         |                              |
| 보티건                                                                |                                                          |                                                          |                                                          |                                                                        |                                         |                              |
| 보티머                                                                | 보티머                                                   | 보티머                                                   | 보티머                                                   | 오세르 주교 게르마누스 (378년-448년), 아일스퍼드 전투 (455년)          |                                         |                              |
| 아우렐리우스 암브로시우스                                             |                                                          |                                                          |                                                          |                                                                        |                                         |                              |
| 우서 펜드래건                                                         |                                                          |                                                          |                                                          |                                                                        |                                         |                              |
| 아서 펜드래건                                                         | 아서 펜드래건                                            | 아서 펜드래건                                            | 아서 펜드래건                                            | 바돈 산 전투, 두브리치오                                               |                                         |                              |
| 콘스탄티누스 3세                                                      |                                                          |                                                          |                                                          |                                                                        |                                         |                              |
| 아우렐리우스 코나누스 (6세기 그웬트 또는 포위스의 왕)                 |                                                          |                                                          |                                                          |                                                                        |                                         |                              |
| 보르티포리우스 (6세기 디버드의 왕)                                    |                                                          |                                                          |                                                          |                                                                        |                                         |                              |
| 말고 (6세기 귀네드의 왕)                                              |                                                          |                                                          |                                                          |                                                                        |                                         |                              |
| 케레딕                                                                |                                                          |                                                          |                                                          |                                                                        |                                         |                              |
| 공위기; 색슨인의 잉글랜드 정복                                        | 공위기; 색슨인의 잉글랜드 정복                           | 공위기; 색슨인의 잉글랜드 정복                           | 공위기; 색슨인의 잉글랜드 정복                           | 초대 캔더베리 대주교 아우구스티누스가 597년 브리타니아 도착            |                                         |                              |
| 카드반 (6-7세기 귀네드의 왕)                                          |                                                          |                                                          |                                                          |                                                                        |                                         |                              |
| 카드왈로 (7세기 귀네드의 왕, 634년 몰)                                |                                                          |                                                          |                                                          |                                                                        |                                         |                              |
| 카드왈라데르 (7세기 귀네드의 왕, 689년 몰)                            |                                                          |                                                          |                                                          |                                                                        |                                         |                              |